# Niala grzywiasta
Niala grzywiasta (Tragelaphus angasii) – gatunek ssaka parzystokopytnego z rodziny wołowatych (Bovidae). Cechuje się istotnym dymorfizmem płciowym – samiec jest nie tylko większy od samicy, ale także znacznie jaskrawiej ubarwiony, jego ciemnobrązowy lub szary tułów kontrastuje z brązowymi dystalnymi kończynami, podczas gdy samica ubarwiona jest w większości brązowo, poza białymi pionowymi pasami na tułowiu. Tylko samiec nosi pokaźne rogi. Prowadzi skryty tryb życia wśród terenów leśnych i krzewów, aktywność przypada na zmierzch, poranek i noc. Żywi się niską bądź wyższą roślinnością, musi codziennie pić. Rozmnaża się cały rok, na niektórych terenach występują jednak jeden bądź dwa szczyty urodzeń po trwającej 8,5 miesiąca ciąży. Matka wydaje na świat pojedyncze młode ubarwione podobnie do samicy. Żyje samotnie bądź w grupach do 30 sztuk, jedyne trwałe relacje łączą matkę z młodym. Pomimo polowań nie zagraża mu wyginięcie.

## Budowa

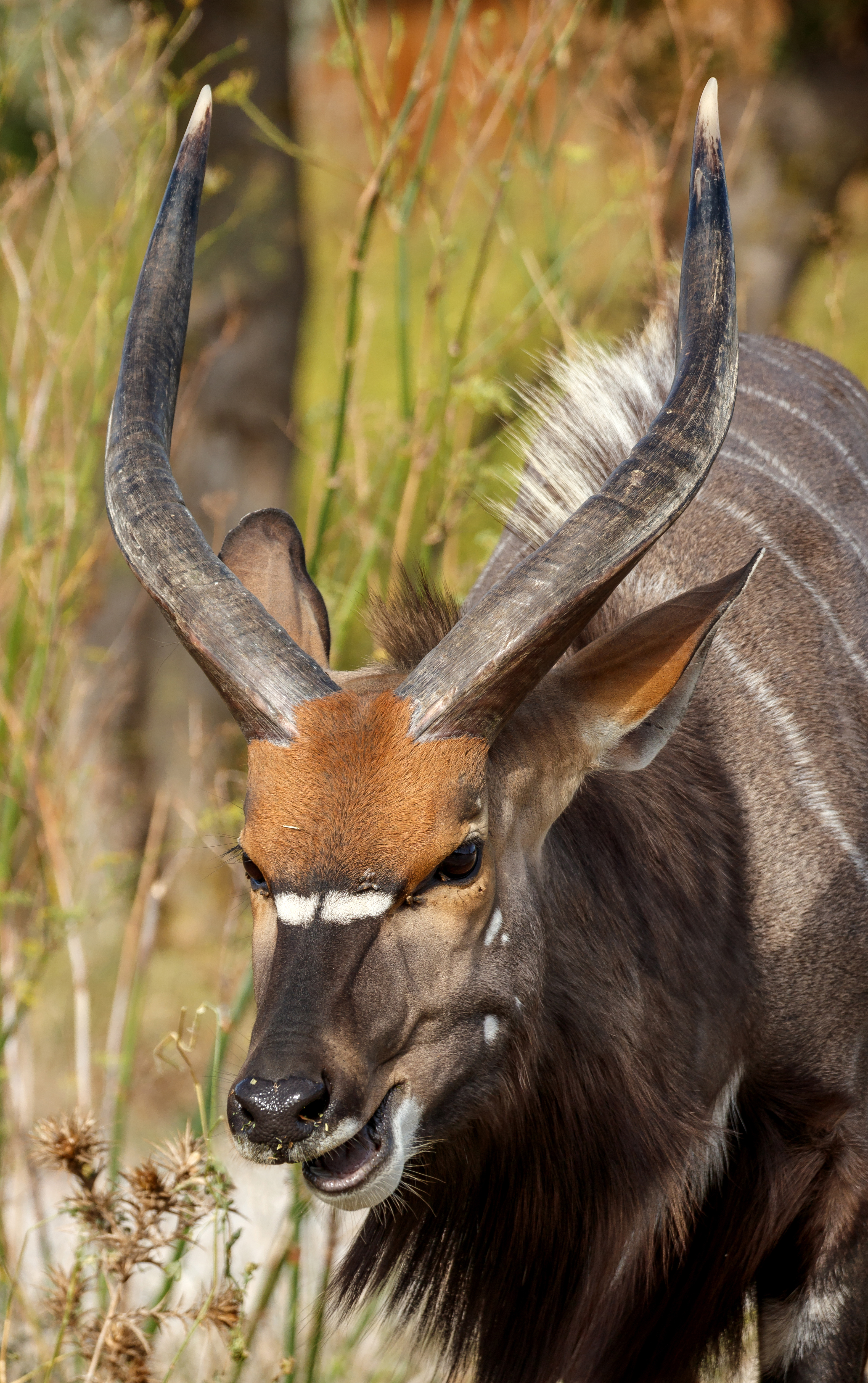
U niali grzywiastej występuje znaczny dymorfizm płciowy: samiec nosi wielkie rogi, niewystępujące u samic, jest też większy i znacznie bardziej kontrastowo ubarwiony

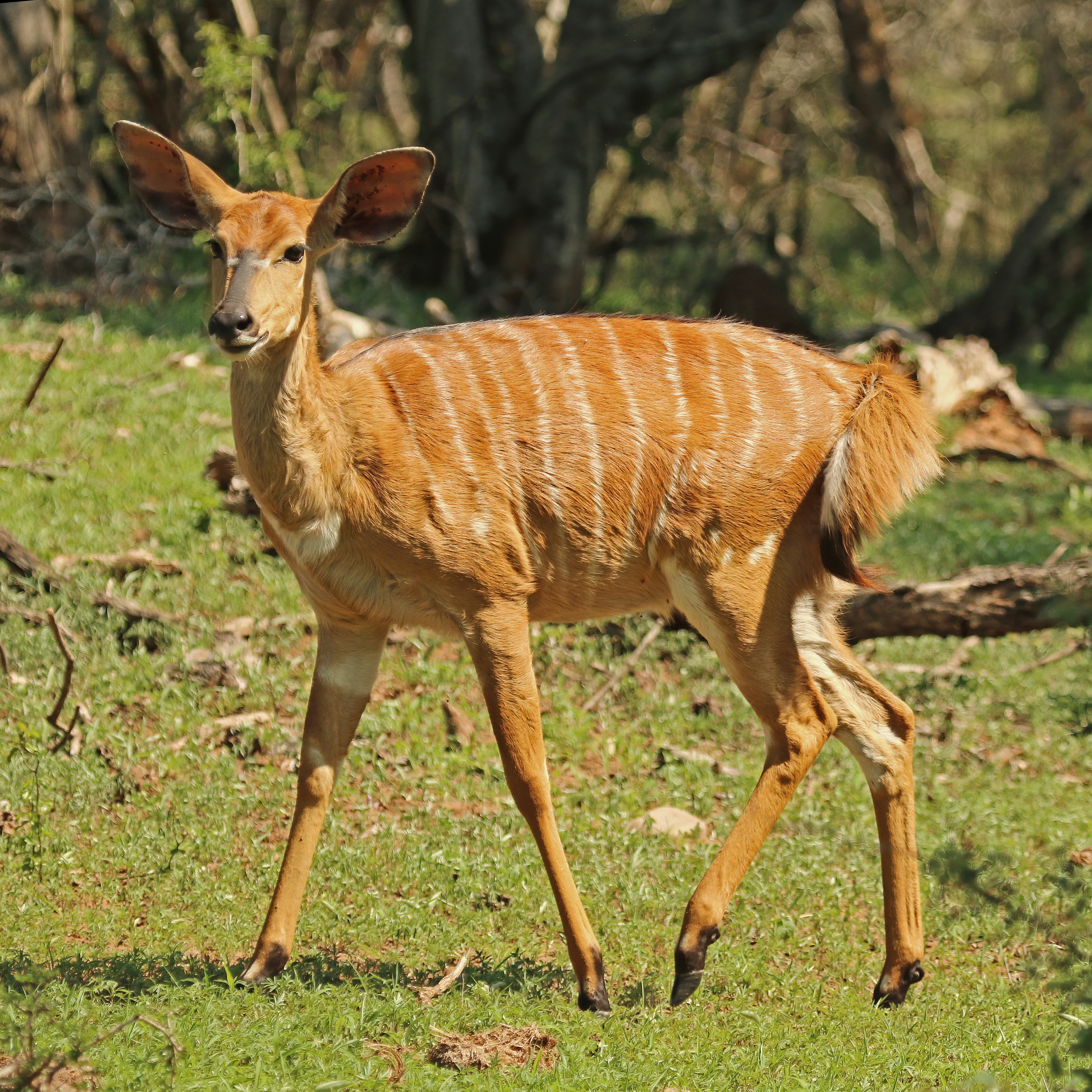
Samica nie ma rogów, ubarwiona jest brązowo w białe pręgi

Samce i samice niali grzywiastej różnią się wielkością. Długość głowy i tułowia samca wynosi od 159 do 198 cm, podczas gdy u samic jest to między 132 a 156 cm. Ogon osiąga u samca między 37 a 47 cm, u samicy zaś od 34 do 40 cm. Wysokość w kłębie wynosi u samca od 104 do 121 cm, u płci przeciwnej natomiast 82–106 cm. Samce są także cięższe od samic. Byk waży bowiem między 92 a 126 kg, samica natomiast od 55 do 68 kg. Tak więc samiec ważyć może 171% masy ciała samicy. Autorzy wskazują, że dymorfizm płciowy charakteryzuje także inne Tragelaphini, jednakże u niali osiąga on wyższy stopień. Porównują ją w tym względzie raczej do nilgau indyjskiego, dużego azjatyckiego przedstawiciela plemienia Boselaphini, u którego samiec waży 200–288 kg, samica zaś od 120 do 212 kg. Samce mają też silniejszą od samic budowę.
Inną cechą odróżniającą byka niali grzywiastej od samicy są rogi. W odróżnieniu od niektórych innych wołowatych, u których rogi przysługują osobnikom obu płci, jak dzikie bydło azjatyckie, u niali zdobią one głowy wyłącznie samców. Osiągają długość od 63 do 80 cm. Na czubku są żółtawe.
Dymorfizm płciowy niali grzywiastej nie ogranicza się do rozmiarów ciała i rogów, ale dotyczy również ubarwienia. Zwierzęta obu płci na początku swego życia wyglądają podobnie, rodząc się barwy kasztanowej zdobionej bocznymi paskami na tułowiu. Różnice pojawiają się, kiedy samce osiągają dojrzałość płciową. Odtąd ich ubarwienie opisują autorzy jako spektakularne. Sierść przybiera kolor ciemnego brązu bądź szarości węgla drzewnego, często z nutką niebieskiego. Od tak zabarwionego grzbietu odróżniają się kasztanowo-opalone dalsze części kończyn. Podobna barwa występuje między rogami i na uszach. Autorzy podkreślają kontrast z ciemną twarzą. Jakby tego było mało, samce mają od samic bujniejsze owłosienie. Od szyi do grzbietu przebiega u nich grzebień białawoszarych włosów, który stroszą. Wzdłuż szyi zwieszają im się pukle długich włosów, sięgające od gardła do brzucha. Ogon bujniejszy jest u samca. Natomiast boczne białe pasy są u samców zredukowane bądź nie ma ich wcale, lepiej zaś widać je u samic. Te zaś zabarwione są głównie kasztanowo z wyjątkiem wspominanych już podłużnych pionowych pasów w liczbie od 8 do 13, zaczynających się na ramionach, idących dalej po bokach ciała aż do zadu samicy, oraz obecnych na tułowiu i zadzie białych plamek. Z kolei biały łuk w okolicy oczu łączy niale obu płci, choć u samic może on być wyrażony z różną intensywnością. Podobnie obie płcie mają ciemny pysk z białą wargą górną i dwiema–trzema białymi plamkami po obu stronach, biały księżyc na klatce (u płci męskiej bardziej kudłaty) i biały pasek na przedzie kończyny tylnej (także bardziej kudłaty u byka). Ciemne pierścienie nad kopytami również nie różnicują płci.
Szczęka nie ma ani siekaczy, ani kłów. Występują po 3 przedtrzonowce i trzonowce. Połówka żuchwy zawiera 3 siekacze, pojedynczy kieł przypominający siekacze, po którym następują po 3 przedtrzonowce i trzonowce. W efekcie wzór zębowy niali grzywiastej nie różni się od wzoru jej krewnych. 
Na głowie i szyi niali grzywiastej nie ma gruczołów, obecnych u wielu innych wołowatych, choćby u czykary dekańskiej, używanych do znaczenia terenu. Nie ma także gruczołów pachwinowych. Występują natomiast gruczoły stopowe.

## Genetyka
Niala grzywiasta przedstawia istotne różnice genetyczne w stosunku do swych najbliższych krewnych. Jej chromosom Y nie uległ inwersji. Diploidalna liczba chromosomów wynosi u samic 56, podczas gdy samiec dysponuje tylko 55 chromosomami. Inne Tragelaphini mają ich mniej, buszbok subsaharyjski ma zależnie od płci 33 lub 34, jak i liczne inne wołowate np. arni azjatycki z Bovini 48 bądź 50.

## Systematyka

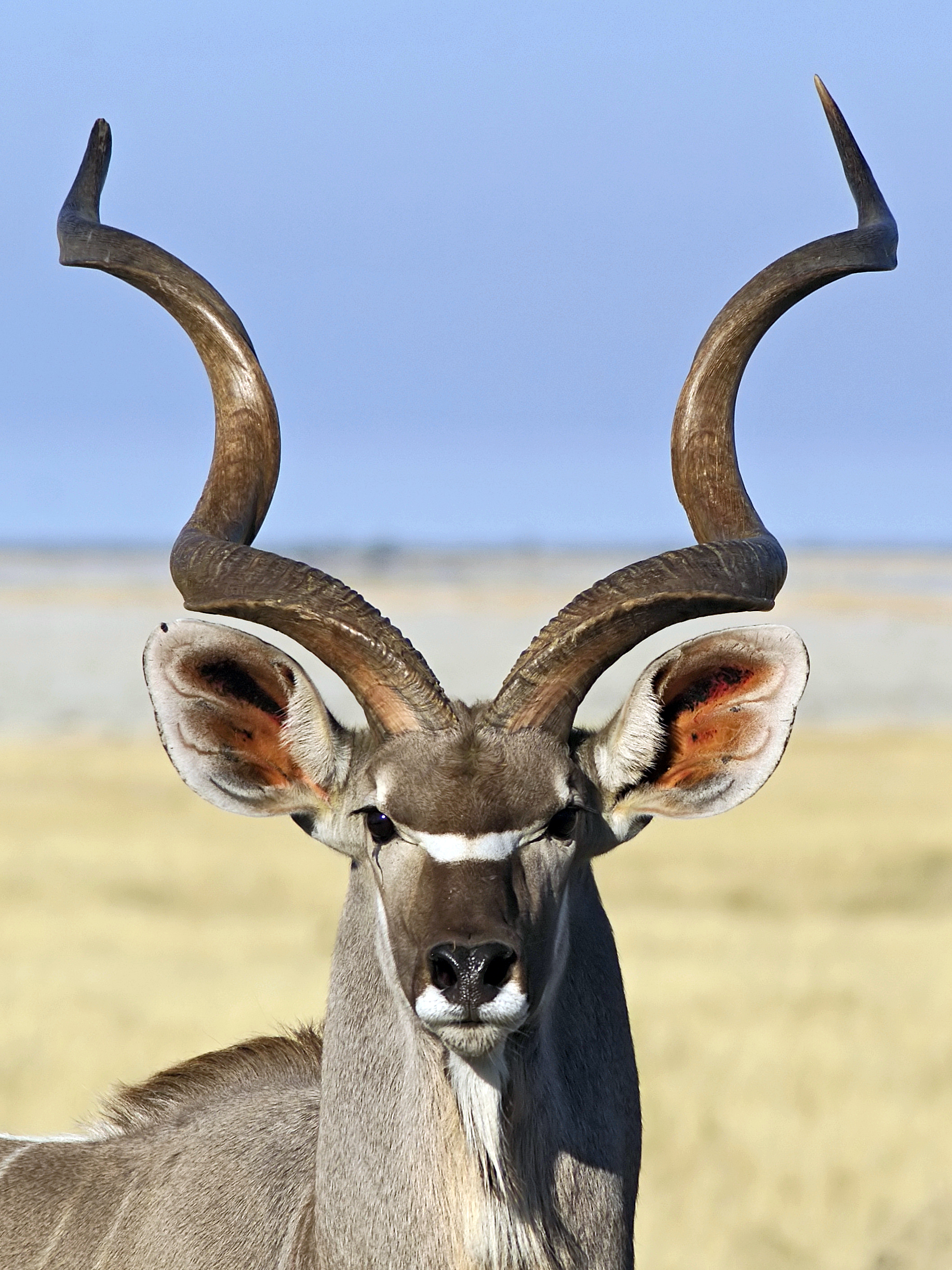
Nialę grzywiastą najczęściej umieszcza się w rodzaju Tragelaphus wraz z kudu wielkim (powyżej), elandem, buszbokiem czy sitatungą, inni autorzy wydzielają ją do odrębnego rodzaju

Nowy gatunek ssaka opisany został w 1849 przez George’a Frencha Angasa pod nazwą Tragelaphus angasii. Epitet gatunkowy zaproponował Gray na cześć ojca autora, George’a Fife’a Angasa. Jako miejsce typowe autor podał KwaZulu-Natal w Afryce Południowej, a dokładniej „niższe, faliste wzgórza porośnięte krzewami mimozy, które graniczą z północnymi brzegami zatoki Saint Lucia”.
Jednakże część późniejszych autorów umieszczała gatunek w odrębnym rodzaju Nyala. Na korzyść takiego rozwiązania świadczą pewne cech budowy czaszki (jak choćby praktycznie brak bocznych kości nosa i głęboko wnikający szew policzkowo-szczękowy tego gatunku, ale niewystępujący u innych nial) i brak inwersji chromosomu Y. W osobnym rodzaju Nyala umieszcza gatunek Handbook of the Mammals of the World. Niemniej kolejne publikacje z 2024 podtrzymują w Tragelaphini pojedynczy rodzaj z 9 gatunkami.
Niezależnie od umieszczenia niali w osobnym rodzaju Nyala bądź w rodzaju Tragelaphus zalicza się ona do plemienia Tragelaphini. Obejmuje ono 24 gatunki, prócz niali grzywiastej także innych przedstawicieli rodzaju Tragelaphus oraz rodzajów Ammelaphus, Strepsiceros i Taurotragus. Niemniej kolejne publikacje z 2024 podtrzymują w Tragelaphini pojedynczy rodzaj z 9 gatunkami.
Rakotoarivelo i inni (2024) publikują następujący kladogram na podstawie genetyki:
|  | Tragelaphus imberbis |
|  |                      |
|  | Tragelaphus angasi   |
|  |                      |

|  | Tragelaphus strepsiceros                |
|  |                                         |
|  | Tragelaphus derbianus, Tragelaphus oryx |
|  |                                         |

|  | Tragelaphus scriptus, Tragelaphus sylvaticus                                                      |
|  |                                                                                                   |
|  | \| \| Tragelaphus spekii \| \| \| \| \| \| Tragelaphus buxtoni, Tragelaphus eurycerus \| \| \| \| |
|  |                                                                                                   |
|  | Tragelaphus spekii                                                                                |
|  |                                                                                                   |
|  | Tragelaphus buxtoni, Tragelaphus eurycerus                                                        |
|  |                                                                                                   |

|  | Tragelaphus spekii                         |
|  |                                            |
|  | Tragelaphus buxtoni, Tragelaphus eurycerus |
|  |                                            |

|  | Tragelaphus strepsiceros                |
|  |                                         |
|  | Tragelaphus derbianus, Tragelaphus oryx |
|  |                                         |

|  | Tragelaphus scriptus, Tragelaphus sylvaticus                                                      |
|  |                                                                                                   |
|  | \| \| Tragelaphus spekii \| \| \| \| \| \| Tragelaphus buxtoni, Tragelaphus eurycerus \| \| \| \| |
|  |                                                                                                   |
|  | Tragelaphus spekii                                                                                |
|  |                                                                                                   |
|  | Tragelaphus buxtoni, Tragelaphus eurycerus                                                        |
|  |                                                                                                   |

|  | Tragelaphus spekii                         |
|  |                                            |
|  | Tragelaphus buxtoni, Tragelaphus eurycerus |
|  |                                            |

|  | Tragelaphus imberbis |
|  |                      |
|  | Tragelaphus angasi   |
|  |                      |

|  | Tragelaphus strepsiceros                |
|  |                                         |
|  | Tragelaphus derbianus, Tragelaphus oryx |
|  |                                         |

|  | Tragelaphus scriptus, Tragelaphus sylvaticus                                                      |
|  |                                                                                                   |
|  | \| \| Tragelaphus spekii \| \| \| \| \| \| Tragelaphus buxtoni, Tragelaphus eurycerus \| \| \| \| |
|  |                                                                                                   |
|  | Tragelaphus spekii                                                                                |
|  |                                                                                                   |
|  | Tragelaphus buxtoni, Tragelaphus eurycerus                                                        |
|  |                                                                                                   |

|  | Tragelaphus spekii                         |
|  |                                            |
|  | Tragelaphus buxtoni, Tragelaphus eurycerus |
|  |                                            |

|  | Tragelaphus strepsiceros                |
|  |                                         |
|  | Tragelaphus derbianus, Tragelaphus oryx |
|  |                                         |

|  | Tragelaphus scriptus, Tragelaphus sylvaticus                                                      |
|  |                                                                                                   |
|  | \| \| Tragelaphus spekii \| \| \| \| \| \| Tragelaphus buxtoni, Tragelaphus eurycerus \| \| \| \| |
|  |                                                                                                   |
|  | Tragelaphus spekii                                                                                |
|  |                                                                                                   |
|  | Tragelaphus buxtoni, Tragelaphus eurycerus                                                        |
|  |                                                                                                   |

|  | Tragelaphus spekii                         |
|  |                                            |
|  | Tragelaphus buxtoni, Tragelaphus eurycerus |
|  |                                            |

W każdym razie jest to jedno z trzech plemion tworzących podrodzinę bawołów Bovinae, wraz z plemionami Bovini (wół, bawół, bydło i słabo poznana saola) oraz Boselaphini (nilgau, czykara dekańska). W efekcie niala grzywiasta, nie licząc kudu czy eland, jest bliżej spokrewniona z bydłem domowym czy żubrem niż z większością antylop, należących do innej podrodziny Antilopini.
Podgatunków nie wyróżnia się.

## Tryb życia
Zwierzę jest dość skryte. Kryje się w roślinności, w której także chroni się przed skwarem afrykańskiego słońca. Jak i inne kopytne, aktywność swą dzieli głównie na jedzenie i przeżuwanie, szczególnie porą suchą poświęcić musi więcej czasu na poszukiwanie pokarmu i wody. Aktywna jest niala grzywiasta zazwyczaj zmierzchem i świtem, a także nocą. Zaniepokojona aktywnością człowieka, zmierza do wodopoju nocami.
Niala grzywiasta żyje w luźnych grupach. Jedyne trwałe relacje tworzą matka i jej młode z tej i poprzedniej ciąży. Takie grupy stanowią dwie trzecie grup tego gatunku. Niemniej obserwowano grupy do 30 zwierząt. Spotyka się stada mieszane, zawierające także samce, niemniej samce dwa razy częściej niż samice widywane są samotnie. Zwierzęta porozumiewają się, wydając alarmujące szczeknięcia i wyrażające lęk beknięcia, występujące w relacji matki z młodym, a także kliki, słyszane zarówno podczas opieki rodzicielskiej, jak i w rui.
Areał samicy wynosi 0,4–3,6 km² ze średnią 2,9 km², samca natomiast od 1,3 do 9,5 km² ze średnią 3,9 km². Zagęszczenie w Parku Narodowym Zinave, skąd pochodzą poprzednie dane, wyniosło 10 osobników na km², przeciętne wartości oscylują koło 7 km².
Zwierzę nie przeprowadza migracji. Przemierza swój areał, dziennie pokonując do 12 km.

### Cykl życiowy

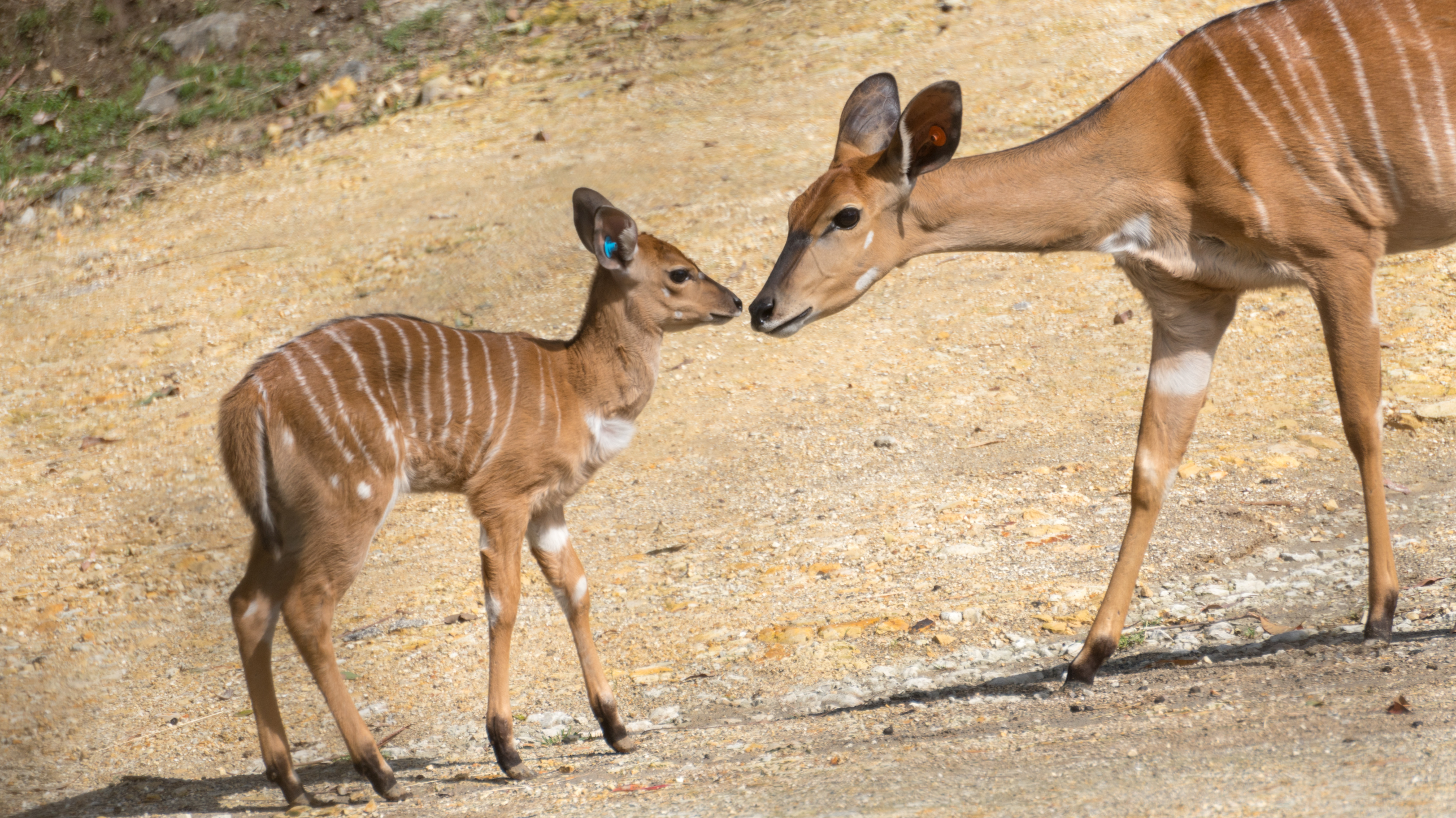
Matka z młodym

Wyraźny sezon rozrodu niali grzywiastej nie występuje, a rozmnażanie może zachodzić przez cały rok. W niektórych miejscach widać jednak wyraźne szczyty, powodowane bardziej oświetleniem niż dostępnością pokarmu. W Zinave na przykład młode przychodzą na świat na przełomie pory suchej i deszczowej, a więc w sierpniu–wrześniu. W rezerwacie Ndumo szczyty zauważono dwa: wiosną i jesienią.
Samce starają się o samice. Nie zakładają co prawda własnych haremów, ale ustalają hierarchię, okazując swe zalety, pocierając i ryjąc rogami w glebie i roślinach. Stają bokiem równolegle do siebie, prezentując swe wspaniale grzebienie, unosząc ogony, okazując białą barwę pod nimi, a głowy trzymając nisko, prezentując okazałe rogi. Unikają natomiast bezpośrednich starć, podobnie jak wiele innych wołowatych. Podporządkowany samiec raczej odchodzi szybkim krokiem, pozostawiając dominantowi możliwość współżycia.
Okazawszy swą pozycję, samiec może brać się do zalotów. Typowy flehmen występuje, ale umiarkowanie, po wyczuciu samicy w rui, ponadto samiec często odstępuje od posmakowania moczu wybranki. Kładzie za to głowę między kończyny samicy. Jego zaloty trwać mogą nawet dobę, jeśli nie przerwie ich pojawienie się samca wyższego statusem, sama zaś kopulacja przebiega krótko.

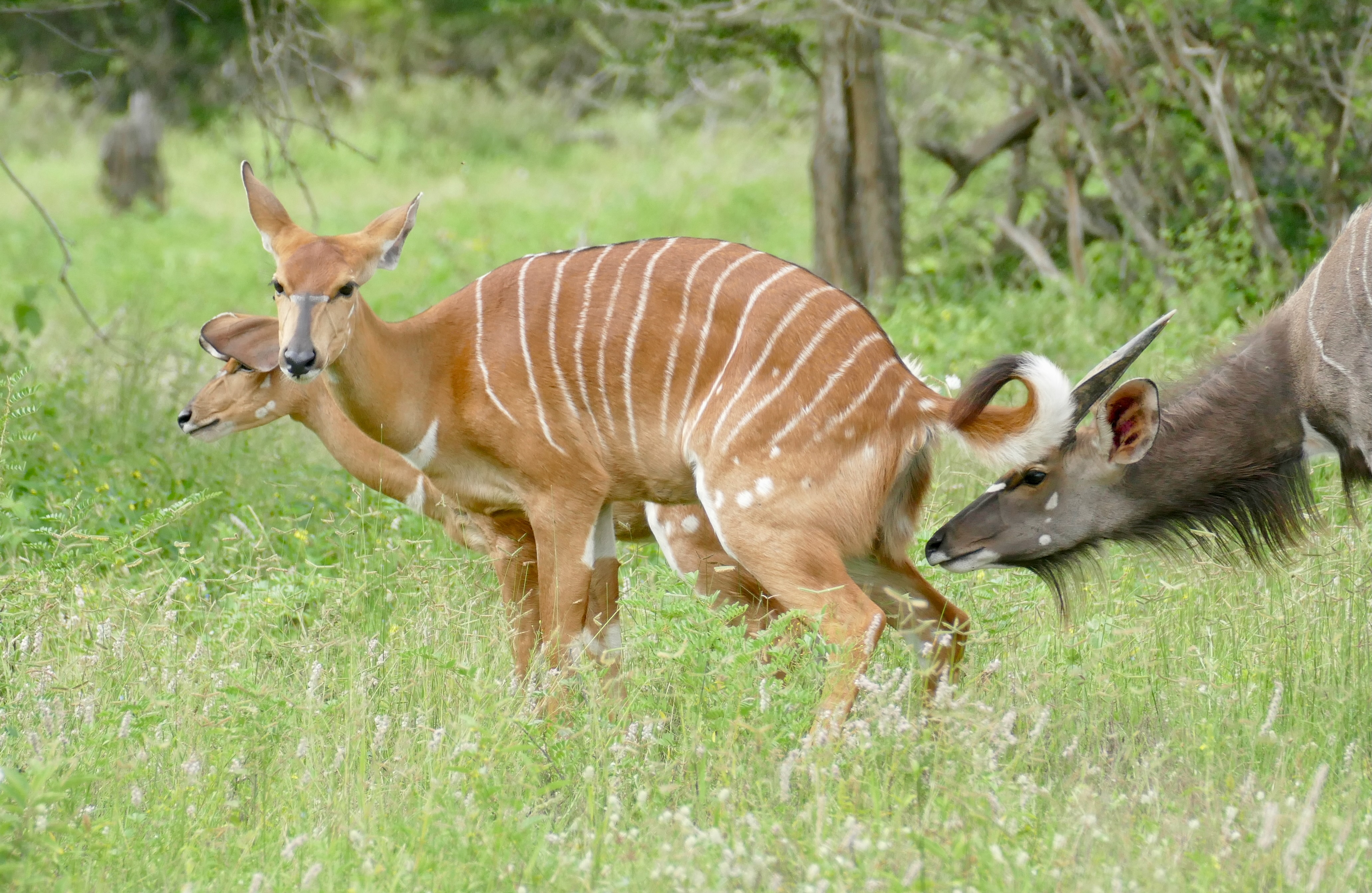
Samiec smakuje mocz samicy celem oceny jej płodności

Zapłodniona samica zachodzi w ciążę trwającą około 8,5 miesiąca, nieco dłużej niż u niewielkiej czykary dekańskiej, a krócej niż u gaura. Po upływie tego czasu matka rodzi pojedynczego noworodka. U wołowatych zazwyczaj na świat przychodzi pojedyncze młode, rzadziej dwa, a jeszcze rzadziej więcej. U większych przedstawicieli rodziny jest to zwykle jedno młode.
Tydzień po porodzie matka ponownie wchodzi w ruję. Odstępy między porodami wynoszą od 257 do 297 dni.
Noworodek osiąga od 81 do 93 cm długości, wysokość w kłębie wynosi od 47,5 do 53 cm, masa między 4,1 a 5,5 kg. Po urodzeniu niale grzywiaste nie różnią się ubarwieniem w zależności od swej płci. Ciało ich pokrywa barwa kasztanowa w bladym czy jasnym odcieniu, z pasami po bokach ciała, podobnie jak u dorosłych samic.
Początkowo matka ukrywa swe cielę w roślinności. Nie poświęca mu wiele uwagi, nawet nie broni go przed drapieżnikami, jak wiele innych wołowatych, na przykład bawół afrykański, ale karmi je mlekiem. Po 10–18 dniach młode opuszcza swą kryjówkę.
Pierwsze różnice w ubarwieniu dostrzec można w wieku czterech miesięcy, kiedy to młody samiec ciemnieje. W wieku 6 miesięcy zaczynają pojawiać się stałe zęby trzonowe. Kiedy samiec ma 7 miesięcy, wyraźnie już widać rogi. W wieku dwóch lat wymiana uzębienia pozostaje zakończona. Wraz z wiekiem widać pewne ślady zużycia zębów, zwłaszcza jeśli chodzi o cement, jednak nie pozwalają one na tak dokładną ocenę wieku osobnika, jak u innych Tragelaphini.
Samiec osiąga dojrzałość płciową w wieku czterech lat, wtedy też zaczyna znacząco różnić się ubarwieniem od płci przeciwnej. Zachowuje zdolność prokreacyjną nawet w późnym wieku. Samica z kolei przystępuje do przedłużania gatunku w wieku 14–20 miesięcy, a po osiągnięciu wieku lat 14 jej zdolności rozrodcze ustępują. W niewoli zaobserwowano maksymalną długość życia 18,5 roku, wartość taka nie wydaje się prawdopodobna w stanie dzikim.
Długość pokolenia wynosi 5,5 roku.

## Rozmieszczenie geograficzne
Niala grzywiasta zamieszkuje południowo-wschodnią Afrykę. Zasiedla następujące państwa: Malawi, Mozambik, Republikę Południowej Afryki, Zimbabwe. Została ona reintrodukowana w Eswatini, gdzie wyginęła w latach 50. XX wieku. Introdukowano ją w Namibii na prywatnych ranczach, podobnie jak w RPA. W Botswanie introdukowały się osobniki zbiegłe z hodowli z Republiki Południowej Afryki bądź z Namibii. Występuje na wschodzie Botswany.

## Ekologia

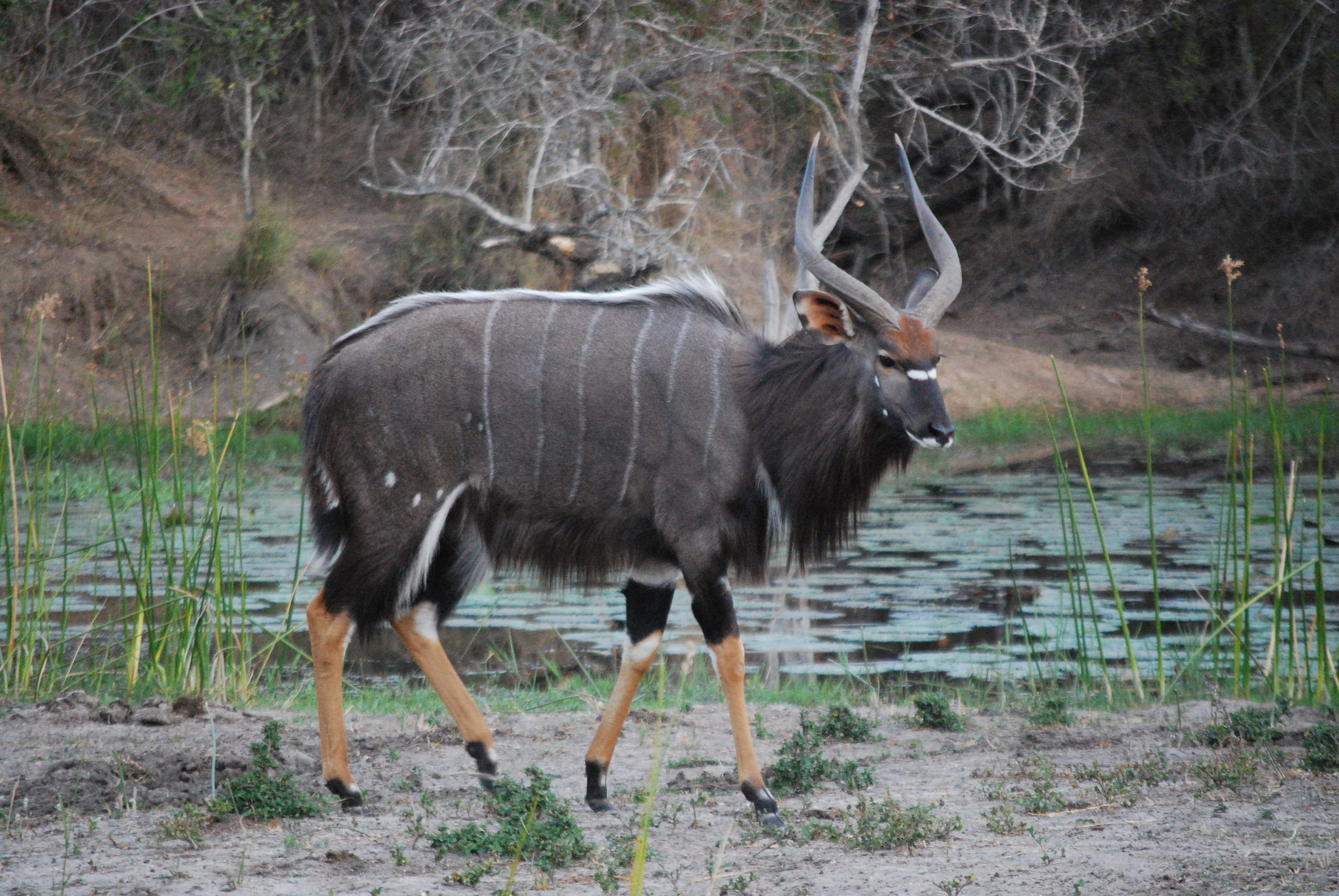
Niala preferuje tereny z dostępnymi zbiornikami wodnymi

Siedlisko niali grzywiastej to gęste zarośla i lasy w okolicy wody, a dokładniej Lowveld, niskie gęste tereny zadrzewione, mozaiki leśne i otwarte tereny zadrzewione. W Parku Narodowym Zinave zasiedla sawanny, na których dominują akacje, Ostyoderris i Bolusanthus, a kępy krzewów sięgają wysokości 2,5 m. Samce w większym stopniu preferują okolice zadrzewione niż samice.
Podobnie jak i inne gatunki z rodziny wołowatych, niala grzywiasta jest roślinożercą. Zwyczaje żywieniowe różnych wołowatych grupowano na kilka różnych sposobów. Ogólnie jednak zaliczają się do niej gatunki żywiące się niską roślinnością, zwłaszcza wiechlinowatymi, amatorzy bardziej pożywnego wyżej rosnącego pokarmu roślinnego oraz gatunki przejściowe. Co więcej, mniejsi przedstawiciele rodziny żywią się częściej wyższą roślinnością, czego przykładem czykara dekańska, więksi, o większych żołądkach mieszczących większą ilość pokarmu, mogą zadowolić się wielkim objętościowo, ale mało wydajnym pokarmem, jak trawy, tym bardziej że liczne przedżołądki i przeżuwanie ułatwiają im obróbkę niezbyt atrakcyjnego pokarmu. Niala grzywiasta wydaje się tutaj niewyspecjalizowanym trawożercą bądź gatunkiem pośrednim. Pokarmem jej są liście, owoce, rośliny wodne, trawy. Badania z Parku Narodowego Zinave wskazały, że konsumuje minimum 108 różnych gatunków roślin. Spośród tego w 39% pożywa niala grzywiasta owoce, w 13% pędy, w 10% kwiaty, a niekiedy nawet korę. Czyni tak choćby w przypadku baobabu.
Dostępność pokarmu zależy od pory roku. Porą deszczową roślinność rośnie bujnie, umożliwiając niali grzywiastej i innym roślinożercom szerszą konsumpcję. Zwierzę korzysta wtedy także z roślin strączkowych. Z drugiej strony w badaniach w dwóch rezerwatach w KwaZulu-Natal jednoliścienne stanowiły aż 80% pokarmu w żołądkach nial grzywiastych. W Zinave trawy znajdywano w ich żołądkach prawie cały rok, średnio wraz z roślinnością zielną nie stanowiąc powyżej 12% mokrej masy, niekiedy jednak dochodząc do 65%. I tutaj zaznacza się dymorfizm płciowy: samice preferują bardziej roślinność zielną, samce konsumują w większym stopniu roślinność zdrewniałą, dostępną wyżej niż nisko rosnący pokarm samic. Osiągając większe od samic rozmiary, wymagają też większej ilości pokarmu – potrzebują o 62% więcej energii. Możliwość zaspokojenia tychże wymagań zależy od ilości deszczu w ubiegłym miesiącu.
Jak inne wołowate, ma skomplikowany układ pokarmowy obejmujący miast jednego żołądka żwacz, czepiec, trawieniec i księgi. Twardy pokarm roślinny połyka, po czym powraca on do jamy ustnej celem ponownego przeżucia.
Kiedy ma taką możliwość, pije niala grzywiasta codziennie. Wbrew wczesnych wynikom badań wymaga niala grzywiasta obecności wody. W odróżnieniu od niektórych kopytnych, świetnie radzących sobie na pustyni, jak choćby oryks, niala grzywiasta musi pić codziennie. Jest to istotne zwłaszcza w porze suchej. Oddala się od zbiornika wodnego do 24 km. Zwierzę zazwyczaj pije nocą, o czym decydują względy bezpieczeństwa, kiedy to na terenie obecni są ludzie. Kiedy ich nie ma, może także gasić pragnienie w środku dnia. Jednak obserwuje się ją na suchych terenach Zimbabwe i Mozambiku, gdzie przez kilka miesięcy w roku nie ma zbiorników wodnych.
Niala grzywiasta pada ofiarą drapieżnictwa. Polują na nią lew afrykański, lampart i krokuta cętkowana.

## Zagrożenia i ochrona
Całkowitą liczebność gatunku szacuje IUCN na 36 500, liczbę zaś zdatnych do rozrodu zwierząt na między 20 000 a 27 000 osobników. Trend populacyjny wydaje się stabilny, być może nawet nieco rośnie. Co prawda niektóre oszacowania mówiły o całkowitej liczbie 32 000, ale inne wskazywały na 30 000 zwierząt w samej tylko Republice Południowej Afryki, a 25 000 w KwaZulu-Natal. W Eswatini, gdzie gatunek introdukowano, żyje ponad 1000 stworzeń, aczkolwiek szacunki pochodzą z końca XX wieku. Podobna liczba opisuje populację w Zimbabwe, niecałe 3 razy tyle natomiast w Mozambiku, gdzie zajmuje szerokie obszary. Z kolei w Malawi niegdyś również występowało jakieś 3000 nial grzywiastych, nim liczba ta spadła o połowę. Najbardziej spadło pogłowie w Parku Narodowym Lengwe, który paradoksalnie utworzono właśnie celem ochrony niali grzywiastej. Ponadto ćwierć tysiąca zamieszkuje tereny prywatne w Namibii.
Niemniej dzisiejszy zasięg niali grzywiastej jest znacząco mniejszy niż w przeszłości. Przyczyniły się do tego niszczenie siedlisk przez człowieka, wylesianie, zajmowanie ich przez udomowione przez niego bydło, zmiany klimatu, w szczególności susze, polowania na mięso i trofea oraz księgosusz. Nie stanowią one jednak zagrożenia dla istnienia całego gatunku. Co więcej, zapotrzebowanie jako obiekt polowań, szczególnie na lubiane przez myśliwych dorodne samce, spowodowało sztuczne rozprzestrzenienie gatunku, przenoszonego na tereny prywatne, także poza obszarem pierwotnego zasięgu. Z niektórych takich miejsc niale uciekały, opanowując nowe tereny. Z drugiej strony to przez polowania gatunek stanowi w Mozambiku wielką rzadkość.
Gatunek nie jest objęty konwencją waszyngtońską CITES.
W Czerwonej księdze gatunków zagrożonych Międzynarodowej Unii Ochrony Przyrody i Jej Zasobów został zaliczony do kategorii LC (least concern – niższego ryzyka). Gatunek rozpoznano po raz pierwszy w 1996, zaliczając go do kategorii niższego ryzyka. W 2008 podobnie oceniono go jako gatunek najmniejszej troski. Eksperci IUCN zauważają co prawda znaczne zmniejszenie się liczebności niali grzywiastej w przeszłości, wskazują jednak na obecnie pokaźną populację, której cztery piąte zamieszkują tereny objęte ochroną (podczas gdy 10–15% populacji zasiedla tereny prywatne), i na trend populacyjny, rosnący na terenach prywatnych. Na przyszłość populacji istotny wpływ mogą mieć działania naprawcze podejmowane na licznych terenach, z których autorzy wymieniają Park Narodowy Gorongosa, Park Narodowy Banhine, Park Narodowy Zinave i rezerwat Maputo.